# G.722
Die Richtlinie G.722 7 kHz audio-coding within 64 kbit/s der ITU-T beschreibt die Codierung von Audiosignalen zur Übertragung über eine digitale Übertragungsstrecke mit 64 kbit/s, zum Beispiel einen B-Kanal des ISDN. G.722 wurde im November 1988 genehmigt. Mittlerweile sind die Patente ausgelaufen, das Verfahren betreffen. G.722 ist der de facto Standard bei HD-Telefonie mit VoIP-Hardwaretelefonen und wird z. B. bei VoIP-Anschlüssen der Deutschen Telekom eingesetzt. Der auf derselben Technik basierende Schmalbandcodec ist G.726.

## Das Verfahren
G.722 erfasst den Frequenzbereich von 50 Hz bis 7000 Hz mit einer Abtastrate von 16 kHz und quantisiert mit 14 Bit. Der Codec umfasst somit eine Bandbreite von annähernd 7 kHz. Ein Kodierer reduziert die Datenübertragungsrate auf 64 kbit/s (Mode 1), 56 kbit/s (Mode 2) oder 48 kbit/s (Mode 3).
Die Technik basiert auf Subband-ADPCM.

### RFC3551
In der RFC 3551 „RTP Profile for Audio and Video Conferences with Minimal Control“ sind die Modalitäten bei der Verwendung von G.722 mit dem internettypischen Übertragungsprotokoll RTP geregelt.

#### Endianness
„The G.722 encoder produces a stream of octets, each of which SHALL be octet-aligned in an RTP packet.  The first bit transmitted in the G.722 octet, which is the most significant bit of the higher sub-band sample, SHALL correspond to the most significant bit of the octet in the RTP packet.“

| 8    | 7    | 6        | 5        | 4        | 3        | 2        | 1        |   |
| ---- | ---- | -------- | -------- | -------- | -------- | -------- | -------- | - |
| high | high | low-band | low-band | low-band | low-band | low-band | low-band | 1 |
| A    | A    | A        | A        | A        | A        | A        | A        | 1 |
| o2   | o1   | 32       | 16       | o8       | o4       | o2       | o1       | 1 |
| high | high | low-band | low-band | low-band | low-band | low-band | low-band | 3 |
| B    | B    | B        | B        | B        | B        | B        | B        | 3 |
| o2   | o1   | 32       | 16       | o8       | o4       | o2       | o1       | 3 |
| high | high | low-band | low-band | low-band | low-band | low-band | low-band | 2 |
| C    | C    | C        | C        | C        | C        | C        | C        | 2 |
| o2   | o1   | 32       | 16       | o8       | o4       | o2       | o1       | 2 |

#### Abtastrate
„Even though the actual sampling rate for G.722 audio is 16,000 Hz, the RTP clock rate for the G722 payload format is 8,000 Hz because that value was erroneously assigned in RFC 1890 and must remain unchanged for backward compatibility. The octet rate or sample-pair rate is 8,000 Hz.“

a=rtpmap:9 G722/8000

## Anwendungsgebiete
Derzeit kommt G.722 insbesondere bei VoIP zur Anwendung. Auch CAT-iq, das auf dem DECT-Standard aufbauende neue Übertragungsverfahren für schnurlose Telefone, sieht diesen Codec für die breitbandige Sprachübertragung zwischen Basis und Mobilteil vor.

## G.722.2
Im Gegensatz zu G.722 verwendet G.722.2 ein Kompressionsverfahren und ist damit nicht einfach eine technische Erweiterung von G.722, sondern technisch grundverschieden. Das 3rd Generation Partnership Project hat die Spezifikationen der G.722 mit der Richtlinie G.722.2 Wideband coding of speech at around 16 kbit/s using Adaptive Multi-Rate Wideband (AMR-WB) auf Mobilfunknetze der neueren Generation ausgedehnt.